# Peronia verruculata
Peronia verruculata is een slakkensoort uit de familie van de Onchidiidae. De wetenschappelijke naam van de soort is voor het eerst geldig gepubliceerd in 1830 door Cuvier.